# Super Cat Tales
Super Cat Tales, pubblicato nella versione per Android come Super Cat Bros, è un videogioco a piattaforme pubblicato nel 2016 da FDG Entertainment GmbH & Co.Kg. Il gioco segue le avventure di un gruppo di gatti, ciascuno con capacità diverse, la cui mongolfiera viene abbattuta da una cannonata e precipita su un'isola paradisiaca e sperduta senza nome, situata in un luogo non meglio specificato dell'Oceano Pacifico.

## Trama
In un giorno di sole, un gruppo di gatti legati da un profondo legame di amicizia decidono di fare un giro in mongolfiera sopra l'oceano. Sfortuna vuole, tuttavia, che il pallone della mongolfiera dei giovani felini che nel mentre erano arrivati nei pressi di un'isola tropicale, venga squarciata da una palla di cannone lanciata da un gruppo di scimmie inferocite. Uno dei gatti, Alex, riprende conoscenza in una foresta e, vedendo la mongolfiera distrutta e i suoi amici scomparsi, decide di andare a cercarli e farla pagare alle scimmie responsabili del disastro.

## Modalità di gioco
Il giocatore controlla fin dall'inizio un gatto di nome Alex, che dovrà farsi largo attraverso i vari biomi dell'isola per trovare un modo per tornare a casa, recuperare i suoi amici e sconfiggere le scimmie, antagonisti del gioco, che hanno invaso l'isola e ne terrorizzano gli abitanti, spadroneggiando liberamente e derubandoli. Si sbloccheranno, man mano che si procede nell'avventura anche gli amici di Alex ciascuno dei quali possiede poteri diversi. Ad esempio, Brutus può sfondare i blocchi di pietra ma è lento, Shinji sa respirare sott'acqua ma salta più in basso degli altri ecc. L'obiettivo finale è arrivare al covo dei malefici primati e fargliela pagare per la distruzione della mongolfiera. Le zone dell'isola vanno da una giungla fitta e rigogliosa ad un deserto arido e senza vita, a una foresta oscura e spaventosa. Nei livelli sono presenti da una a cinque campanelle, indispensabili per il proseguimento del gioco, e varie monete. In alcuni casi si incontrerà un barattolo di vetro, che, al passaggio del giocatore, si aprirà facendo uscire cinque farfalle, ognuna di colore diverso, che, se raccolte tutte, daranno una campanella. Dopo tre vite perse in un livello, inoltre, apparirà, all'inizio del livello in questione, il gettone gatto d'oro, una moneta dorata dalla forma di testa di gatto, che darà al giocatore l'invulnerabilità per tutto il livello.

### Mondi
- Mondo 1: Una florida e verde prateria confinante con una vitale e rigogliosa foresta, contenente sette livelli, tutti abbastanza semplici e aventi la funzione di tutorial. Ospita il villaggio Torotoki, abitato da pacifici esserini simili a ghiande antropomorfe, i Torotoki, appunto, che vivono in casette scavate nel legno e che venerano Il Grande Albero, una quercia secolare che è alla base della loro società e sui cui rami nascono i Torotoki. La prima missione del giocatore, da parte di suddetto popolo, è proprio quella di salvare l'albero sacro dalle mandibole di alcuni voraci coleotteri del legno spinosi.

- Mondo 2: Diviso in due parti, una spiaggia di sabbia dorata con conchiglie e alghe sparse e culminante in un porto roccioso, chiamato porto ventoso, abitato da alcune creature bianche sferiche simili ad uova dotate di occhi e indossanti completi blu con guanti e piedi gialli, che abitano nel faro situato sulla costa dell'isola, costruito sopra le rovine di un'antica città sommersa, che costituiscono la seconda parte del mondo 2, e sono abitate da strane creature simili a rane pescatrici antropomorfe.

- Mondo 3: Un canyon profondo contenente una miniera abbandonata, separato dal resto dell'isola da un immenso cancello di pietra, che si apre solo a chi possiede 20 campanelle dorate e pieno di caverne e ossa e con un lago sotterraneo. Ospita una miniera d'oro e un passaggio segreto celato nelle acque del lago.

- Mondo 4: Un bosco innevato abitato da pupazzi di neve viventi e creature spinose salterine, e al cui centro è situato un lago ghiacciato, che ospita il boss di fine mondo.

- Mondo 5: Una valle brulla e arida piena di fuoco, rocce, geyser magmatici , e pozzi di lava. Al centro della valle sorge una fortezza in stile medievale, con tanto di cavalieri in armatura e re autorevole. Inoltre, c'è  un vulcano attivo, abitato da un drago sputafuoco.

- Mondo 6: Una giungla lussureggiante e smeraldina, piena di sabbie mobili, ragni, fiori e un immenso lago al centro, oltre che infestata dalle temibili scimmie. Nel fitto delle fronde sorge un piccolo villaggio di capanne in legno e paglia, i cui proprietari, degli indigeni simili a rape marroni con maschere di legno e alcuni scienziati barbuti, saranno ben felici di aiutarti a sbarazzarti dei crudeli primati. Alla fine della giungla c'è il covo delle scimmie, dove il mandante dell'aggressione ai gatti protagonisti si cela, un antico tempio Azteco in rovina, abitato da amenità disumane e pieno di lanciafiamme, barre di fuoco, meccanismi millenari e fosse di lava incandescente.

## Nemici e boss
- Rape: Rape volanti con la faccia che usano le foglie come elica per sollevarsi da terra o saltare. Sono frequenti nel mondo 1

- Coleotteri del legno: nemici che compaiono nei livelli ambientati nella grande quercia, sono rosa con un aculeo enorme sul guscio, e possono essere battuti se si colpisce il tronco correndo.

- Queen Beetle: Un grosso coleottero del legno molto feroce, regina della sua specie e boss del primo mondo. Ha il guscio viola, occhi gialli, e zampe arancioni ed ha il ventre bianco. Inoltre, ha un teschio tatuato sul guscio.

- Calamari: Molluschi bianchi con occhi neri e guance rosse che si trovano nel secondo mondo. Possono fluttuare in aria per una manciata di secondi prima di tornare a terra. è consigliabile passarci sotto per non essere colpiti.

- Pesci: Creature acquatiche piccole ma fastidiose, che si incontrano nei livelli acquatici. Ne esistono di due tipi: verde, il più comune, che si limita a nuotare avanti e indietro per lo scenario, non sono pericolosi, basta non sbatterci contro, e rossa: variante più rara, esclusiva dei livelli acquatici con parti sospese, e una volta avvistato il giocatore, queste creaturine salteranno fuori dall'acqua verticalmente, cercando di colpire il personaggio giocante e farlo cadere in acqua, entrambe le varianti hanno le pinne, la coda e la cresta dorsale gialle.

- Grande pinna (Big Fin): Il boss del mondo 2. Un immenso pesce dalle pinne gialle, pelle azzurra, occhi neri e grandi labbra rosee. Possiede inoltre un paio di baffi come quelli dei pesci gatto. Abita le caverne sommerse sotto il porto, e, una volta entrati nella sua tana, comincerà a seguirvi con le fauci spalancate, cercando di inghiottire il giocatore risucchiando l'acqua. Se si riuscirà a sfuggire alla bestia, si potrà raccogliere l'ultima campanella e passare al mondo successivo. Somiglia vagamente ad un altro pesce immaginario, la Big Bertha, nemico molto pericoloso e potente della saga di Super Mario, anch'esso un grosso pesce predatore che tenterà di inghiottire il protagonista risucchiando l'acqua e che si incontra nei livelli sottomarini. Somiglia anche al Pesce Gnam e al Pesce Spino, creature provenienti anch'esse dalla saga di Super Mario, oltre ad avere una somiglianza cromatica con Kine, il Pesce Luna amico di Kirby nella Saga Kirby

- Talpe: simpatici roditori abitanti del Nugget Canyon (il mondo 3). Hanno il pelo marrone sul dorso e i fianchi e beige sul ventre, artigli grigi, zampe piccole, naso beige e occhi rossi. Sbucano dal terreno o dalle pareti e si guardano intorno, scomparendo sottoterra all'avvicinarsi del protagonista. Se il giocatore le colpisce, moriranno, dando però 5 secondi in meno di penalità al giocatore per completare il livello.

- Boulders: Massi grigi con gli occhi e un fiocco rosa sulla "testa", oltre ad essere dotati di piccoli piedi marroni che usano per camminare. Quando vedono il giocatore, gli si lanciano contro cercando di schiacciarlo. Si trovano nei livelli verticali del mondo 3.

- Pipistrelli: Piccole creature volanti dal corpo sferico, dotati di orecchie a punta e ali piccole e tozze. Hanno inoltre un naso rosa di piccole dimensioni. Sono appesi ai soffitti e volano verso il giocatore cercando di colpirlo. Non sono molto pericolosi o forti, ma possono far cadere il personaggio giocante in un fosso o nella lava. Hanno alcune somiglianze con i pipistrelli vampiro.

- Minatori fantasma: resti scheletrici dei minatori deceduti nelle gallerie della miniera d'oro del Nugget Canyon. Appena il giocatore passerà loro accanto, si rianimeranno e prenderanno a inseguire il protagonista correndo velocemente, cercando di colpirlo, ma torneranno a riposare se esso uscirà dal loro raggio d'azione. Sono dei teschi bianchi con occhi rossi, crepe sulla sommità del cranio e piedi azzurri.

- Capo minatore (Boss Miner): Il boss del mondo 3. Un minatore fantasma più grande degli altri, leader della sua specie. è identico ai suoi sottoposti, ma è molto più grosso, con occhi rosso vivo e piedi ciano. Indossa anche un casco da minatore giallo con una torcia incorporata. Appena si entrerà nella sua arena, comincerà ad inseguire il giocatore, che per sconfiggerlo dovrà farlo finire sotto un cancello al centro dell'arena. Fatto ciò, si dovrà tirare la leva presente nell'arena, che farà abbassare il cancello sopracitato, che schiaccerà il capo minatore, permettendo al protagonista di proseguire al prossimo mondo e raccogliere l'ultima campanella presente nel livello.

- Cipolle: Cipolle di colore giallo scuro con riflessi dorati, simile alle rape del mondo 1. Hanno occhi neri e sono dotate di un ciuffo verde appuntito sulla sommità della testa, simile ad una spina, che useranno per attaccarsi per una frazione di secondo al soffitto delle grotte ghiacciate della Snowy Walley. Non attaccano il giocatore, si limitano a saltellare su e giù nelle gallerie, e, se il giocatore resterà sotto di loro mentre cadono, infliggeranno un danno di -5 secondi.

- Pupazzi di neve: Pupazzi di neve viventi, che camminano avanti e indietro nei livelli innevati del mondo 4. Se ci si sbatterà contro, moriranno, ma daranno un danno di -5 secondi. Hanno occhi neri e indossano una sciarpa rossa. Possono essere sciolti dai poteri dell'aiutante fenice di fuoco.

- Capre di montagna: Capre selvatiche che abitano nella foresta di ghiaccio. Quando vedranno il giocatore, cominceranno a fare grandi balzi in direzione del personaggio giocante, caricandolo. Come gli altri nemici, infliggeranno -5 secondi di danno se si verrà colpiti da loro. Alcuni esemplari riappaiono nel livello della fattoria ghiacciata, ma non come nemici, essendo stati addomesticati dai contadini locali e usati da essi come animali da allevamento. A detta di uno dei contadini della fattoria, ci sono voluti secoli per addomesticarle, il che sottolinea la loro natura selvaggia. Hanno le corna a spirale grigie , naso e occhi neri, faccia bianca e pelliccia grigia con una piccola coda dello stesso colore.

- Lucertole di ghiaccio: Nemici presenti in alcuni livelli del mondo 4, in particolare nelle caverne di ghiaccio. Piccoli rettili sferici di colore azzurro chiaro col ventre bianco, gambe piccole e tozze con piccoli piedi, coda corta e tozza, occhi neri perennemente chiusi, un paio di enormi denti simili a quelli dei castori, una spina grigia sulla sommità della testa e un'enorme bocca. Quando vedranno il giocatore, lo attaccheranno sputando palle di neve dalla bocca già nominata sopra. Somigliano in parte agli spunzi (spike) della saga di Super Mario, in quanto, come tali creature, si trovano in punti alti dei livelli e sputano contro il giocatore oggetti pericolosi (palle chiodate nel caso degli spunzo, palle di neve nel caso delle lucertole)

- Drago di Ghiaccio (Ice Dragon): Il boss del mondo 4. Un gigantesco drago di ghiaccio sferico, identico alle lucertole di ghiaccio in tutto e per tutto, ma ha le ali e sputa palle di neve. Nel livello finale del Mondo 4, il giocatore entrerà in una stanza con delle spine ghiacciate sul soffitto e delle correnti d'aria che sospingono verso l'alto. Da destra arriverà il drago di ghiaccio che sfonderà la parete della caverna, attaccando il protagonista sputando palle di neve cercando di colpirlo. Per sconfiggerlo, Alex dovrà convincerlo a volare sul soffitto, dove il mostro colpirà le spine, morendo e permettendo al protagonista di passare avanti

- Fiamme: Comuni nel Mondo 5, piccole fiamme arancioni e gialle con gli occhi che saltano fuori dalla lava cercando di colpire il giocatore e farlo cadere di sotto nei fossati di lava in cui vivono. Se vengono colpite dal giocatore, moriranno, ma gli daranno cinque secondi in meno per completare il livello

- Lucertole di Fuoco: Nemici nel Mondo 5, identici alle lucertole di ghiaccio, ma, anziché sputare palle di neve, sputano palle di fuoco, e sono rosse con una fiamma arancione in testa.

- Cipolle Laviche: Controparti delle rape del Mondo 1 e delle cipolle del Mondo 4, si trovano in punti alti nei livelli, sono di colore beige con occhi neri perennemente chiusi e dall'espressione arrabbiata, con foglie verde scuro. Attaccano sputando fuoco dalla testa, cercando di colpire il giocatore. Quando si preparano a sputare, diventano rosse scuro con labbra carnose rosse sangue e assumono un'espressione accigliata. Come altri nemici, se colpite dal giocatore, moriranno, ma daranno al giocatore meno 5 secondi di penalità per completare il livello.

- Lapilli: Piccole creature fastidiose presenti nel Mondo 5, che strisciano sul soffitto o sul pavimento dei livelli, lasciando dietro di se una scia di fuoco. Sono arancioni e gialle con un'aura rossa che le circonda e degli occhi neri. Se colpite dal giocatore, moriranno, ma daranno al giocatore meno 5 secondi di penalità per completare il livello

- Drago di Fuoco: Controparte del Drago di Ghiaccio del Mondo 4, è rosso con la pancia rosa, così come l'interno delle ali. Per sconfiggerlo, il protagonista dovrà scappare da lui e evitare le sue palle di fuoco e le trappole lungo il percorso. Risiede nel centro del vulcano del Mondo 5, dove aspetta che qualcuno cada nella sua grotta per divorarlo. Finito l'inseguimento, il drago volerà via, lasciando il passaggio libero al giocatore per passare al prossimo mondo. Ha artigli bianchi su mani e piedi.

- Ragni: Presenti nel Mondo 6: Piccole creature fastidiose che cadono dal soffitto appesi alla loro ragnatela, hanno il corpo viola scuro, zampe magenta, faccia azzurra, zanne bianche e occhi neri. Se colpiti dal giocatore, moriranno, ma infliggeranno al giocatore meno 5 secondi di penalità per completare il livello.

- Scimmie: Antagonisti principali del gioco, sono i responsabili dello schianto della mongolfiera dei gatti protagonisti sull'isola. Compaiono per la prima volta nel secondo mondo, e poi in quello finale, dove faranno di tutto per impedire al protagonista di andare avanti nel gioco. Sono scimmie marroni con la pancia e la parte inferiore del corpo rosee, occhi neri arrabbiati e un grande ghigno stampato in faccia. Attaccano lanciando palle da baseball al giocatore da punti sopraelevati nei livelli. Se il giocatore si avvicinerà a loro, scapperanno via terrorizzate, mentre, se colpite, moriranno, dando però una penalità di 5 secondi in meno per completare il livello.

- Vespe: Nemici incontrati nel mondo 6, grossi insetti predatori gialli a righe rosso scure-marroni, con ali trasparenti e gli occhi perennemente chiusi. Vivono tra le fronde degli alberi e attaccano a vista il giocatore, cercando di colpirlo con il pungiglione alla fine dell'addome. Se colpite direttamente, moriranno, ma daranno una penalità di -5 secondi per completare il livello.

- Slime: Piccole creature viscide che abitano i sotterranei del tempio della giungla. Saltano avanti e indietro per le stanze, cercando fi colpire il giocatore saltandogli addosso. Il modo migliore di sconfiggerli è evitarli passandogli sotto correndo, stando attenti a non farsi colpire. Verranno sconfitti se il giocatore ci sbatte contro, ma infliggeranno una penalità di meno 5 secondi per completare il livello. Sono neri e grigi con occhi gialli luminosi e corpo sferico.

- Dark Matter: Antagonista e Boss Finale del gioco. Il mandante dell'aggressione ai gatti che risiede nelle profondità del tempio Azteco nella giungla ombrosa, non che divinità adulata dalle perfide scimmie. Un antico demone oscuro, che fu sigillato fuori dalla realtà dagli abitanti dell'isola in tempi antichi, risvegliato accidentalmente dai primati, i quali cominciarono a considerarlo un dio e lo elessero loro leader e divinità. Lo si incontrerà dal vivo solo nel livello finale del gioco, presentandosi come un enorme muro nero di fumo con quattro occhi rossi con pupille nere da rettile verticali, e comincerà ad inseguire il giocatore, cercando di inghiottirlo. Il solo contatto con il suo corpo è mortale per chiunque. Morirà per mano del protagonista e dei suoi fratelli e aiutanti, che lo esporranno alla luce solare, filtrata da una crepa nel soffitto, facendolo esplodere. È l'arci-nemico di Alex il gatto

## Accoglienza
| Testata                          | Versione | Giudizio |
| -------------------------------- | -------- | -------- |
| Metacritic (media al 29-12-2020) | iOS      | 88/100   |
| Multiplayer.it                   | iOS      | 8/10     |

Fabio Palmisano di Multiplayer.it affermò che il gioco sarebbe potuto essere un banale clone di Super Mario World con i gattini come protagonisti, e invece si dimostrava un platform capace di omaggiare il passato mantenendo però le basi saldate al presente, riuscendo così a offrire una struttura ludica e un look decisamente classici affiancati a un sistema di controllo che si manteneva il più semplice possibile e una formula free-to-play che consentiva la fruizione mordi e fuggi ma senza assillare l'utente con continue richieste di denaro. Palmisano concluse la recensione trovando che Neutronized aveva svolto un buon lavoro e che forse poteva osare qualcosa di più in termini di originalità ma che in definitiva proponeva un titolo che consigliava di scaricare senza grandi controindicazioni.

## Protagonisti
- Alex: Un gatto bianco e nero con un collare verde dotato di campanella dorata sul davanti e un ciuffo bianco di pelo tra le orecchie. L'eroico protagonista del gioco, che dovrà partire all'avventura per l'isola misteriosa per salvare i suoi fratelli e amici e sconfiggere le scimmie. Ha l'abilità di scalare i muri e correre velocissimo in comune con i fratelli, ma è molto più agile è veloce di loro

- Brutus: Fratello maggiore di Alex e più grande del gruppo. Un robusto gatto tigrato con un bavaglino bianco con una lisca di pesce azzurra sul davanti. È il più forte del gruppo e può distruggere i muri di mattoni correndoci contro, ma non è molto agile o resistente, ma compensa con una grande forza fisica e resistenza alla fatica e al dolore. È molto goloso

- Shinji: Secondo fratello più grande del gruppo. Un gatto azzurro con la pancia e le orecchie internamente bianche. con un collare bianco intorno al collo. Unico dei suoi fratelli, sa nuotare, e, pur essendo un gatto, non teme l'acqua, in cui si immerge e nuota senza problemi. Indossa un cappello da marinaio bianco ed è capace di nuotare senza problemi nelle forti correnti degli abissi

- Kuro: Secondo fratello più piccolo del gruppo di Alex. Un gatto nero con occhi gialli e collare non targato giallo. Indossa un elmo da minatore giallo con una torcia sul davanti, che usa per far luce nelle zone buie. Unico dei suoi fratelli, non teme il buio e non fugge da esso, anzi lo cerca è sembra essere a suo agio nell'ombra

- Amy: La più piccola del gruppo dei gatti protagonisti. Una piccola gattina bianca e marrone con un fiocco rosa intorno al collo e la passione dei sonnellini. È molto dolce e altruista e segue sempre i propri principi morali, ad ogni costo, e fa da voce della ragione del gruppo nelle situazioni critiche. Ha l'abilità di passare nei luoghi stretti o dal soffitto basso, dove i suoi fratelli più grandi non possono arrivare grazie alle sue piccole dimensioni. È l'unica femmina del gruppo

- Olly: Il Terzo fratello più grande del sestetto felino eroico protagonista. Ha la pelliccia bruno-marrone chiaro, con un collare arancione intorno al collo, non marcato. Non si conosce molto della sua personalità, ma sembra essere saggio e ragionevole. Grazie al suo mantello giallo magico, può planare per raggiungere i luoghi troppo alti e altrimenti irraggiungibili. È l'ultimo dei sei protagonisti ad essere sbloccato nel gioco, apparendo nel mondo 6 nel secondo livello per la prima volta

- Mr Panda: Un panda gigante che si trova all'entrata del mondo 2 e del mondo 6, nella mappa di gioco nel primo caso e all'inizio del primo livello nel secondo. Richiede una certa quantità di campanelle per lasciar passare i protagonisti felini. Dopo ciò, si addormenterà, permettendo agli eroi di andare avanti nel gioco e nel livello.

- Il Mercante: Creatura sferica che vive nel mondo 3 ed è il custode di suddetto luogo. Ha la pelle grigia, baffi grigio-bianchi, cappello a cilindro, smoking, cravatta e bastone da passeggio e corpo ovoidale-sferico. Richiederà una certa somma di campanelle per lasciar passare i gatti eroici protagonisti, dopo aver visto la quale, lascerà passare il gruppo principale abbassando il ponte levatoio e il cancello.

## Aiutanti
- Mr Fenice: Una Fenice dal corpo sferico arancione che spara fiamme dal becco. Può sciogliere i blocchi di ghiaccio per rivelare i passaggi segreti o scongelare le monete
- Uccello di ghiaccio: Un uccello azzurro sferico che sputa ghiaccio. Può congelare i blocchi roventi e aprire nuovi passaggi sulla lava.
- Fantasma: uno spirito che rivela i passaggi nascosti nei livelli.
- Pipistrello dorato: un pipistrello sferico dorato che attrae a sé le monete e moltiplica il loro valore di 2
- Medusa: Piccolo essere acquatico che spara bolle. Ottimo contro i nemici volanti o acquatici
- Mr Nuvola: Una Nuvola con gli occhi che lancia fulmini hai nemici. Utile contro i nemici che si muovono in orizzontale.
- Noce di cocco: Una noce di cocco che lancia semi ai nemici. Usa le sue foglie per volare, come eliche di elicottero.